# Pinselalgen
Die Einteilung der Lebewesen in Systematiken ist kontinuierlicher Gegenstand der Forschung. So existieren neben- und nacheinander verschiedene systematische Klassifikationen. 
Das hier behandelte Taxon ist durch neue Forschungen obsolet geworden oder ist aus anderen Gründen nicht Teil der in der deutschsprachigen Wikipedia dargestellten Systematik.

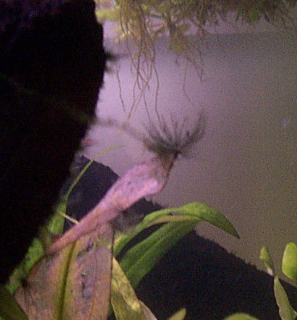
Pinselalgen der Gattung Audouinella

Pinselalgen ist die gemeinsame nicht-taxonomische Bezeichnung für die Mitglieder zweier Rotalgen-Gattungen – Audouinella (Schwarze Pinselalge, englisch black brush algae) und Rhodochorton.
In der Taxonomie des  National Center for Biotechnology Information (NCBI) gehören beide Gattungen zur Familie Acrochaetiaceae der Ordnung Acrochaetiales, das Ocean Biogeographic Information System (OBIS) sieht die Gattung Audouinella jedoch in einer eigenen Familie innerhalb dieser Ordnung.
Die Algen bilden Filamente, die in Form von Büscheln wachsen.
Die Namensgebung kommt vom Aussehen dieser Algenbüschel, das dem eines Pinsels mit feinen Pinselborsten sehr ähnlich ist.
Im Zusammenhang mit Pinselalgen werden oft auch die sog. Bartalgen erwähnt, welche die Rotalgen-Gattung Compsopogon (Familie Compsopogonaceae in der Ordnung Compsopogonales) umfassen.
Pinselalgen sind im Gegensatz zu den Bartalgen (mit ihren gekräuselten Filamenten) kürzer und sehen wie feine Pinselborsten aus.
Allerdings werden die Schwarzen Pinselalgen (Audouinella sp.) gelegentlich in der englischen Literatur auch als black beard algae, BBA ‚Schwarzbartalgen‘ bezeichnet.
Darüber hinaus wird die Spezies V. lanosa der Rotalgen-Gattung Vertebrata (Klasse Florideophyceae) als Pinselbüschelalge bezeichnet.
Schließlich wird noch die Spezies P. capitatus der Gattung Penicillus auch Rasierpinsel-Alge genannt, ist aber eine Grünalge aus der Klasse Chlorophyceae.

## Beschreibung und Maßnahmen gegen Bewuchs
Die natürliche Farbe von Pinselalgen reicht von Dunkelgrün über Graustufen bis zu Tiefschwarz.
Erst wenn man die Algen in Ethanol (Äthylalkohol) oder Essig einlegt, verfärbt sie sich rötlich und geben sich als Rotalgen zu erkennen;
auch abgestorbene Algen färben sich typischerweise rötlich (Nachweis).
Zum Leid von Aquarienbesitzern wachsen sie oft auf Gegenständen im Aquarium (Blattränder von Wasserpflanzen, Aquariendekoration, technische Apparaturen, Körner und Steinchen am Bodengrund) stark anhaftend.
Pinselalgen wachsen gerne auf den Rändern von geschwächten und langsamer wachsenden Wasserpflanzen, sie heften sich auch gerne an deren Wurzeln oder an Steine an.
Bei hohem Fischbesatz und wenig oder keiner Bepflanzung überwiegen dann oft die schwarzen Pinselalgen (Audouinella sp.), vor allem bei starker Fütterung (d. h. organischer Belastung) und seltenem Wasserwechsel.
Pinselalgen gedeihen besonders in guter Strömung; vermutlich wegen des Nährstoffnachschubs.
Pinselalgen können ihren Kohlenstoff-Bedarf aus Hydrogencarbonat decken, wobei Hydroxid-Ionen entstehen. Dies hat zur Folge, dass sich der pH-Wert erhöht und Calciumcarbonat (Kalk) ausfällt. Indem sie diesen Kalk wiederum in ihre Zellwände einbauen, werden die Algen weniger attraktiv für Fressfeinde.
Als Fressfeinde werden Amano-Garnelen (Yamatonuma-Garnele, wiss. Caridina multidentata, synonym Yamato numaebi) und Posthornschnecken genannt.

## Systematik der Acrochaetiales
Systematik der Acrochaetiales mit den Pinselalgen (sowie der Compsopogonales, nur mit den Bartalgen):
Rhodophyta (Rotalgen)
- Florideophyceae(N)
  - Nemaliophycidae(N)
    - Ordnung Acrochaetiales Feldmann, 1953(N)
      - Familie Audouinellaceae J.Feldmann, 1962(O) – gem. der Taxonomie des NCBI synonym mit Acrochaetiaceae
        - Gattung Audouinella Bory de Saint-Vincent, 1823(N,O) (Schwarze Pinselalge,[1] englisch black brush algae, black beard algae, BBA)

      - Familie Acrochaetiaceae Melchior, 1954(N,O)
        - Gattung Acrochaetium Naegeli in Naegeli & Cramer, 1858(N,O) [Chromastrum Papenfuss, 1945(O), Kylinia Rosenvinge, 1909(O)]
        - Gattung Grania Kylin 1944(N,O)
        - Gattung Rhodochorton Nageli, 1862 '1861'(N)
        - Gattung Schmitziella Bornet & Batters in Batters, 1892(N)
        - ohne Gattungszuweisung: Spezies Acrochaetiaceae sp. 1BC(N)

      - Familie Ottiaceae(N)
        - Gattung Ottia Entwisle, Evans, Vis & Saunders 2017(N)

      - nicht-klassifizierte Mitglieder der Ordnung(N)[9]
        - Familie Rhodochortonaceae(O) – gem. der Taxonomie des NCBI synonym mit Acrochaetiaceae
        - Gattung Rhododrewia Clayden & Saunders, 2014(N,O)
        - Gattung Rhodochorton Nägeli, 1862 '1861'(O)
- Compsopogonophyceae(N)
  - Ordnung Compsopogonales(N)
    - Familie Boldiaceae(N)
    - Familie Compsopogonaceae(N)
      - Gattung Compsopogon Montagne, 1846(N) (Bartalgen)

Anmerkungen:
- (N)W– Taxonomie des  National Center for Biotechnology Information (NCBI)[4][6]
- (O)W– Ocean Biogeographic Information System (OBIS)[5]
- (W)N– World Register of Marine Species (WoRMS)[10]